# Aloe arborescens

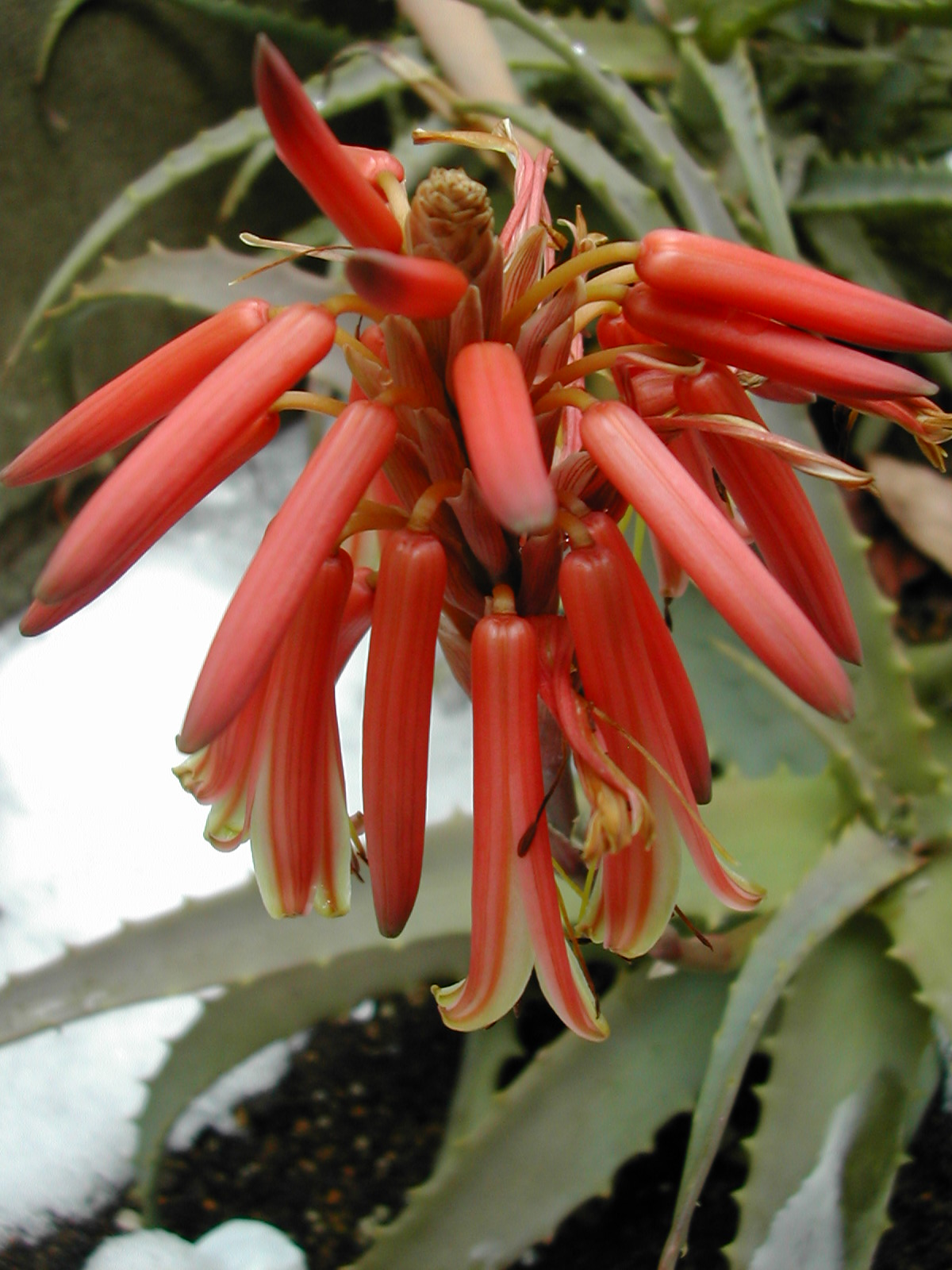
Blüten

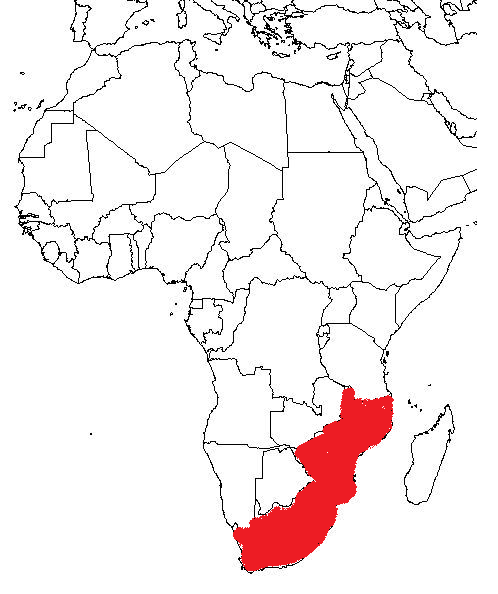
Verbreitungsgebiet

Aloe arborescens ist eine Pflanzenart aus der Gattung der Aloen (Aloe) in der Unterfamilie der Affodillgewächse (Asphodeloideae). Das Artepitheton arborescens leitet sich vom lateinischen Wort arbor für ‚Baum‘ ab und verweist auf das baumähnliche Erscheinungsbild der Art.

## Beschreibung

### Vegetative Merkmale
Aloe arborescens wächst stammbildend und stark verzweigend. Der Stamm erreicht eine Länge von 2 bis 3 Meter und ist an der Basis bis zu 30 Zentimeter dick. Er ist auf einer Länge von 30 bis 60 Zentimetern mit ausdauernden, toten Blättern bedeckt. Die dreieckigen Laubblätter bilden eine dichte Rosette. Die trübgrüne bis graugrüne Blattspreite ist 50 bis 60 Zentimeter lang und 5 bis 7 Zentimeter breit. Die festen Zähne am Blattrand sind 3 bis 5 Millimeter lang und stehen 5 bis 20 Millimeter voneinander entfernt. Sie sind in der Regel in Richtung der Blattspitze gebogen. 

### Blütenstände und Blüten
Der in der Regel einfache Blütenstand weist gelegentlich einen Zweig auf und ist 60 bis 80 Zentimeter lang. Die dichten, konischen bis verlängert konischen Trauben sind 20 bis 30 Zentimeter lang und 10 bis 12 Zentimeter breit. Die eiförmig-spitzen bis stumpfen Brakteen weisen eine Länge von 15 bis 20 Millimeter auf und sind 10 bis 12 Millimeter breit. Die zwittrigen, scharlachroten Blüten stehen an 35 bis 40 Millimeter langen Blütenstielen. Die Blüten mit einfacher Blütenhülle sind bis 40 Millimeter lang und an ihrer Basis gerundet. Auf Höhe des oberständigen, dreikammerigen und länglichen Fruchtknotens weisen sie einen Durchmesser von 7 Millimeter auf. Darüber sind sie leicht verengt und schließlich zur Mündung erweitert. Die aufrechten sechs Tepalen in zwei Kreisen sind dachig. Ihre äußeren Perigonblätter sind nicht miteinander verwachsen. Die sechs Staubblätter und der schlanke Griffel ragen etwa 5 Millimeter aus der Blüte heraus. Es sind am Fruchtknoten Nektarien vorhanden.
Es werden längliche, holzig und vielsamige, lokulizidale, bis 2,5 Zentimeter lange Kapselfrüchte gebildet. Die scharf dreikantigen Samen sind kurz geflügelt und bis 5 Millimeter lang.

### Genetik
Die Chromosomenzahl beträgt 2n = 14.

## Systematik und Verbreitung
Aloe arborescens ist in Malawi, Mosambik, Simbabwe und Südafrika von Meeresniveau bis in Höhen von 2800 Metern weit verbreitet. Sie wächst typischerweise auf Felshängen und ist gelegentlich im dichten Busch anzutreffen. 
Die Erstbeschreibung durch Philip Miller wurde 1768 veröffentlicht.
Folgende Taxa wurden als Synonym in die Art einbezogen: Aloe perfoliata var. η L. (1753), Aloe fruticosa Lam. (1783), Aloe arborea Medik. (1783, nom. illeg. ICBN-Artikel 53.1), Aloe perfoliata var. arborescens Aiton (1789), Catevala arborescens Medik. (1789), Aloe frutescens Salm-Dyck (1817), Aloe arborescens var. frutescens (Salm-Dyck) Link (1821), Aloe natalensis J.M.Wood & M.S.Evans (1901), Aloe arborescens var. natalensis (J.M.Wood & M.S.Evans) A.Berger (1908), Aloe arborescens var. milleri A.Berger (1908), Aloe arborescens var. pachythyrsa A.Berger (1908).
Es werden folgende Unterarten unterschieden:
- Aloe arborescens subsp. arborescens
- Aloe arborescens subsp. mzimnyati van Jaarsv. & A.E.van Wyk

Aloe arborescens subsp. mzimnyati

Aloe arborescens subsp. mzimnyati ist kleiner im gesamten Habitus. Die Blätter sind 12 bis 21 Zentimeter lang und 0,8 bis 1 Zentimeter breit. Die leicht keulenförmige Blüten weisen eine Länge von 22 bis 25 Millimeter auf. Ihre Farbe variiert von orangerote über orange bis zu verschiedenen Gelbtönen.
Die Erstbeschreibung dieser Unterart durch Ernst Jacobus van Jaarsveld und Abraham Erasmus van Wyk wurde 2005 veröffentlicht. Sie ist in der südafrikanischen Provinz KwaZulu-Natal nordöstlich von Krantzkop am Fluss Mzimnyati hauptsächlich auf quarzitischen Sandsteinklippen in Höhen von etwa 500 Metern verbreitet und ist nur aus dem Gebiet des Typusfundortes bekannt.

## Nachweise